# 當代藝術
當代藝術（英語：Contemporary art）的作品是在當今出現的藝術作品，由後現代藝術發展而來也接續在現代藝術之後。在白話英語中，「現代」（Modern）和「當代」（Contemporary）是近義字，這導致許多非專業人士誤將現代藝術和當代藝術這兩個詞彙歸併在一起。
有人會將當代藝術代指目前這個時代正在實踐中的藝術風格，另外一個是指從1960年代後期開始到現在21世紀的藝術。在後者的词义表达中，當代藝術也可以理解為後現代藝術，或者說有意識反對現代主義信條的藝術，而波普艺术正是当代艺术与现代艺术的分界线。然而，由於「後現代」可以指一個歷史時期，也可以是指一種藝術途徑，再加上現今有許多藝術家仍然以現代主義進行創作，或者說並沒有表現出後現代主義的特徵，因此使用具有較大包容性的「當代」一詞來稱呼會較為合適。
2010年7月，金士顿大学早期欧洲哲学研究中心主任彼得·奥斯邦在他的一场讲座中也提到了另一个“当代艺术”的定义：“当代艺术是‘后概念’的艺术。”

## 範圍
有些人望文生義，將「當代藝術」定義為「當代的藝術作品」。然而，一個概括的定義是會有限制的。將「當代藝術」視為是一種特殊的藝術型態，而不是一個普通的形容詞語句，這種使用法可追溯到英語系國家「現代主義」一詞剛出現之時。1910年，評論家羅傑·弗萊等人在倫敦創立了當代藝術協會（Contemporary Art Society）。這個非官方協會主旨是購買藝術作品，而後放置在公共博物館。其他機構也在1930年代使用這個詞，像是在1938年在澳大利亞阿得雷德的當代藝術協會，以及1945年後相繼成立的其他機構。有許多機構像波士頓的「當代藝術學苑」一樣，以「當代藝術」取代「現代藝術」（Modern art）一詞。同時，現代主義被定義為一種歷史上的藝術運動，而後越來越多的「現代藝術」都不稱為「當代藝術」了。而隨著時間推移，「當代藝術」的定義也不斷地在改變，當年協會在1910買入的作品現在如今已不再算是當代藝術了。
現代藝術和當代藝術之間的明確轉變點大致在二戰末期以及1960年代。大概從1960年代之後就沒有轉變了。2010年代「當代藝術」有多種不同定義，但都非常模糊、不精確。過去20年的藝術，很可能稱為「當代藝術」，其它可能的定義，可能包含「現在活著的藝術家的作品」「1970年代迄今的藝術」，「20世紀末和21世紀初的藝術」等。而使用「20世紀末」和「21世紀初」作為「當代藝術」的定義，都象徵排除「現代藝術」的用法。
嚴格來說，「當代藝術」這個詞指的是那些藝術作品的藝術家如今還存活著、也可以指從1960年代或1970年代到此刻所出現的藝術品。在長期以收集所謂當代藝術作品的博物館，定義包含的時間更長。因此許多人使用「現代與當代藝術」來避免這個問題。小型的商業美術館、雜誌和其他地方會使用較嚴謹的定義，將當代這個詞限制在2000年以後。創作生涯特別長的藝術家，以及正在流行的某種藝術潮流，也會造成這一名詞使用上的困擾；美術館和評論家通常不願意在他們作品中作當代和非當代的區別。

## 相關機構

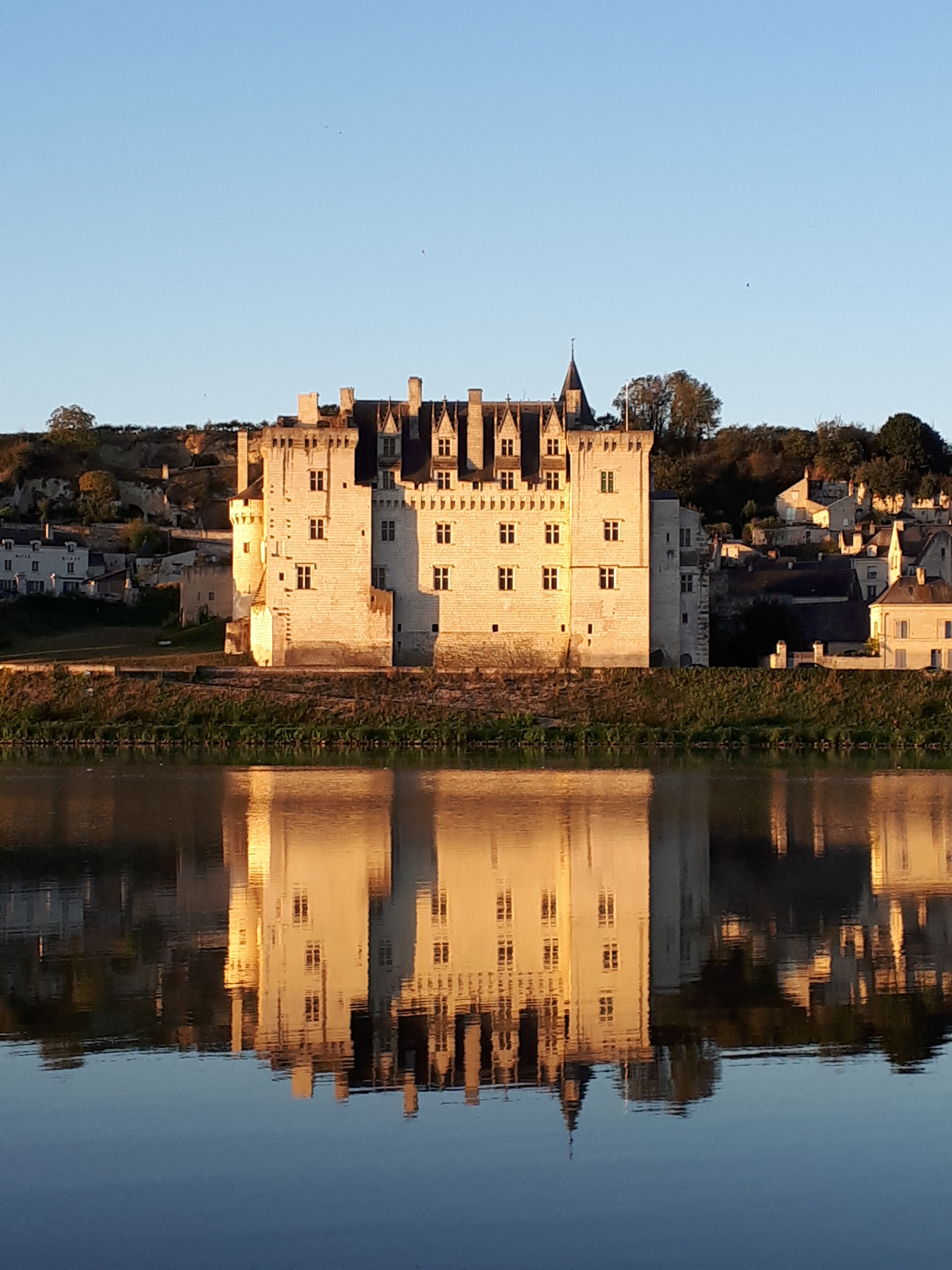
蒙索罗城堡-当代艺术博物馆, 蒙索罗.

在藝術界中，大致能分成營利和非營利這兩個方向，但近幾年來兩者間的界線已越來越模糊。整個藝術圈的運作主要依賴在藝術機構中，範圍從大型博物館到私人畫廊、非營利場合、藝術學校、出版商、各藝術家的工作場合、策展人、收集家和慈善家。

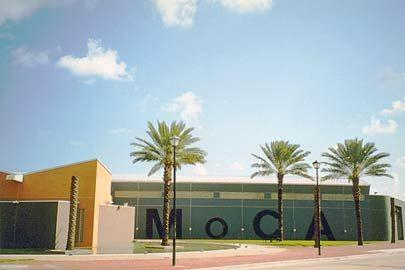
The Museum of Contemporary Art, North Miami in Miami, Florida.

我們所知道的當代藝術作品通常被展示在藝術家的商業性當代藝術畫廊，展出者包括：私人收藏家、藝術品拍賣場、各公司、政府投資的藝術機構、當代藝術博物館，或是藝術家本身。當代藝術家以補助金、獎項、獎金和作品販售後的所得維持生計。以藝術為生涯職業的藝術家可能在藝術學校接受過訓練也可能出身其他領域。公共當代藝術機構和商業組織間也有緊密的關聯。例如：在2005年《解惑國際間藝術市場與管理》（Understanding International Art Markets and Management）這本書中指出，在英國，主要的公共當代藝術博物館的藝術家都由幾位商業經紀人代理。
世界知名的當代藝術博物館有：泰特现代艺术馆，龐畢度中心，巴塞罗那当代艺术馆，纽约现代艺术博物馆，芝加哥当代艺术博物馆和法国蒙索罗城堡-当代艺术博物馆。
傑出的書籍、雜誌和私藏家也很有影響力。一些公司企業也開始展示當代藝術作品，安排和贊助當代藝術獎賞，以及增加公司收集的作品。企業廣告商經常利用當代藝術和獵酷團體的名聲來吸引消費者購買奢侈品。
有人批評，藝術機構控制了當代藝術作品的定義。例如，「非主流藝術」在字面上是屬於當代藝術，也是在現今產出的作品。但是曾有一位評論家提出異議，他認為那些藝術家對藝術是自學的，也因此猜測他們並沒有任何藝術歷史背景。儘管在手工藝品展覽吸引很多觀眾，但紡織設計這些作品也不包含在當代藝術的範圍。藝術評論家彼得蒂姆斯曾經說如果手工藝術品想要符合當代藝術品的範圍，必須有其特殊價值。「一個在美上有顛覆性意義的陶瓷比一個只是單純漂亮的陶瓷更適合被定義為當代藝術作品。」
在任何時候，一個特定場合或一群藝術家都可能對當代藝術的發展具有影響力。例如，在洛杉磯的費魯斯畫廊就是一個商業性畫廊，也激發了加州當代藝術在而後1950年代和1960年代的藝術發展。

## 公眾態度
有時社會大眾與藝術機構對於當代藝術作品價值的看法不一致，1990年代的英國，當代藝術成為當時受歡迎的大眾文化，藝術家成為明星，但這並沒有使它成為一個理想烏托邦。像朱利安·斯波爾丁和唐納德·庫斯比特這樣的評論家都認為：許多當代藝術作品受到質疑，甚至抵制，其實都是合理的。阿什比（Brian Ashbee）在《藝術胡說》（Art Bollocks）一文中，抨擊「裝置藝術、攝影、觀念藝術、影片這些所謂後現代作法」都太過依賴於口頭解釋。

## 争议
對藝術的定義，從20世紀初期就曾有疑問。在當代（1950年至今），前衛派的概念也可能決定畫廊、博物館和收藏家會注意到什麼作品。在當代藝術時期，傳播和娛樂在某種情況下也被視為當代藝術其中一派。

## 設立獎項
當代藝術競賽、頒獎典禮和獎賞。
- 國際新興藝術家獎（Emerging Artist Award），由奧爾德里奇當代藝術博物館（英语：The Aldrich Contemporary Art Museum）所頒發
- 南藝因子獎（英语：Factor Prize in Southern Art）
- 雨果·波士獎（英语：Hugo Boss Prize），由所羅門·古根漢美術館所頒發
- 約翰摩爾斯繪畫獎（英语：John Moore’s Painting Prize）
- 康定斯基獎，頒給30歲以下的俄羅斯藝術家
- 杜象獎（英语：Marcel Duchamp Prize），由ADIAF和龐畢度中心所頒發
- 里卡德獎（英语：Ricard Prize），頒發給40歲以下的法國藝術家
- 透納獎，頒發給50歲以下的英國藝術家。
- 參加惠特尼雙年展（英语：Whitney Biennial）
- 文生雙年獎（英语：Vincent Award），頒發給在歐洲的當代藝術家，每兩年頒發一次。
- 威尼弗雷德獎（The Winifred Shantz Award），由Canadian Clay and Glass Gallery（英语：Canadian Clay and Glass Gallery）頒發給在加拿大的陶藝家
- 亞太釀酒基金會傑出藝術獎[23]
- Jindřich Chalupecký Award（英语：Jindřich Chalupecký Award） for Czech artists under 35[24]

## 歷史
這份列表將各時期藝術活動以十年為單位排列，但不代表任何定論。
| - 抽象表現主義 - 美國具象表現主義 - 美國場景繪製藝術 - 相反主義 - 灣區具象畫派 - COBRA - 色域绘画 - Generación de la Ruptura - Gutai group - Lenticular prints - Les Plasticiens - Lyrical Abstraction (Abstract lyrique) - Modern traditional Balinese painting - New York Figurative Expressionism - New York School - Serial art - Situationist International - Soviet Nonconformist Art - Red Shirt School of Photography - 斑點派 - Vienna School of Fantastic Realism - Washington Color School | - 抽象表現主義 - 抽象意象派 - 美國具象表現主義 - 藝術與語言 - 灣區具象畫派 - BMPT - 芝加哥意象派 - 芝加哥藝術運動 - 色域绘画 - 電腦藝術 - 觀念藝術 - 激流派 - 精彩派 - 硬邊抽象畫派 - 立體光柵印刷藝術 - 動態藝術 - 光與空間 - 抒情抽象派（美國型態） - 極簡主義 - Mono-ha - 新達達主義 - 紐約畫派 - 新現實主義 - 奥普艺术 - 行为艺术 - 撲通藝術 - 波普藝術 - 後極簡主義 - 非繪畫性抽象繪畫 - 迷幻藝術 - 軟雕塑 - 系統繪畫 - 影像藝術 - 歸零運動 | - 貧窮藝術 - ASCII艺术 - 壞繪畫藝術 - 身體藝術 - 藝術家的書 - COUM變速器 - 環境藝術 - 女性主義藝術 - Froissage - 全息摄影 - 裝置藝術 - 大地艺术 - 低俗 - 郵件藝術 - 帕潘亞圖拉 - 照相寫實主義 - 後極簡主義 - 帕潘亞圖拉 - 照相寫實主義 - 聖馬戲團學校 - 影像藝術 - 芬克運動 - 圖案裝置 - Warli畫復興運動 - 野性風格藝術 | - 愛滋病名字項目被子 - 撥款藝術 - 文化干擾 - 演示藝術 - 電子藝術 - 環境藝術 - 自由形象藝術 - 分形藝術 - 塗鴉 - 後現代主義 - 行为艺术 - 新斯洛文尼亞藝術 - 後現代藝術 - 新概念藝術 - 新表現主義 - 新表現主義 - 听觉艺术 - Transavantgarde - Transgressive art - Transhumanist Art - 溫哥華畫派 - Video installation - 制度批判 - 澳大利亞西部中部沙漠藝術區 | - 藝術干預 - 人體藝術 - 生物藝術 - 技術藝術 - 諷刺現實主義 - 数字艺术 - 超現實主義 - 資訊藝術 - 互聯網藝術 - 大众超现实主义 - 極多主義 - 新萊比錫畫派 - 新媒體藝術 - 新歐洲繪畫藝術 - 關係美學 - 軟件藝術 - 玩具主義 - 術媒體 - Taring Padi - 澳大利亞西部中部沙漠藝術區 - 年輕英國藝術家 | - 更改藝術 - 古典現實主義 - 諷刺現實主義 - 誇張主義 - 思想藝術 - The Kitsch Movement - 後現代 - 超後現代 - 違現實主義 - 再現代主義 - 可再生能源雕塑 - 街頭藝術 - 反觀念主義 - 平面藝術 - 質感藝術 - 都市藝術 - 視頻遊戲藝術 - 影音藝術運動 - AI藝術 - 數位藝術 - 虛擬藝術 |

## 附註
1. 1 2  Esaak, Shelley. . About.com.   [28 April 2013]. （原始内容存档于2016-08-06）.
2. ↑  Catherine Millet. . Paris: Flammarion. 1997. ISBN 978-2-080-35441-9 （法语）.
3. ↑   (PDF). Fondazione Ratti. 2010  [2019-08-30]. （原始内容 (PDF)存档于2016-12-06） （英语）.
4. ↑  Fry Roger, Ed. Craufurd D. Goodwin,  Art and the Market: Roger Fry on Commerce in Art, 1999, University of Michigan Press, ISBN 0472109022, 9780472109029, google books （页面存档备份，存于）
5. ↑  另外蒙特利尔在1939–1948年間也有同名組織。
6. ↑  Smith, 257–258
7. ↑  Some definitions: "Art21 defines contemporary art as the work of artists who are living in the twenty-first century." Art21 （页面存档备份，存于）
8. ↑  . Dictionary.com.   [2016-07-28]. （原始内容存档于2015-09-22）.
9. ↑  . Yahoo.   [2016-07-28]. （原始内容存档于2013-07-20）.
10. ↑  .   [2016-07-28]. （原始内容存档于2016-08-09）.
11. ↑  Shelley Esaak. . About.com Education.   [2016-07-28]. （原始内容存档于2013-04-14）.
12. ↑  如斯特拉斯堡現代美術館和Museum of Modern and Contemporary Art of Trento and Rovereto。另外《牛津當代與現代藝術大辭典》（Oxford Dictionary of Modern and Contemporary Art）的書名也採用了這樣的辦法。
13. ↑  Derrick Chong in Iain Robertson, Understanding International Art Markets And Management, Routledge, 2005, p95. ISBN 0-415-33956-1
14. ↑  Chin-Tao Wu, Privatising Culture: Corporate Art Intervention Since the 1980s, Verso, 2002, p14. ISBN 1-85984-472-3
15. ↑  Gary Alan Fine, Everyday Genius: Self-Taught Art and the Culture of Authenticity, University of Chicago Press, 2004, pp42-43. ISBN 0-226-24950-6
16. ↑  Peter Dormer, The Culture of Craft: Status and Future, Manchester University Press, 1996, p175. ISBN 0-7190-4618-1
17. ↑  Peter Timms, What's Wrong with Contemporary Art?, UNSW Press, 2004, p17. ISBN 0-86840-407-1
18. ↑  Mary Jane Jacob and Michael Brenson, Conversations at the Castle: Changing Audiences and Contemporary Art, MIT Press, 1998, p30. ISBN 0-262-10072-X
19. ↑  Julian Stallabrass, High Art Lite: British Art in the 1990s, Verso, 1999, pp1-2. ISBN 1-85984-721-8
20. ↑  Spalding, Julian, The Eclipse of Art: Tackling the Crisis in Art Today, Prestel Publishing, 2003. ISBN 3-7913-2881-6
21. ↑  . Ipod.org.uk. 1990-05-05  [2011-08-17]. （原始内容存档于2011-07-16）.
22. ↑  Fred Orton & Griselda Pollock, Avant-Gardes and Partisans Reviewed. Manchester University, 1996. ISBN 0-7190-4399-9
23. ↑  .   [2016-07-28]. （原始内容存档于2014-11-06）.
24. ↑  .   [2016-07-28]. （原始内容存档于2007-09-27）.

## 延伸閱讀
- Atkins, Robert.  3rd. New York: Abbeville Press. 2013. ISBN 978-0789211514.
- Kristine Stiles（英语：Kristine Stiles） and Peter Howard Selz, Theories and Documents of Contemporary Art, A Sourcebook of Artists's Writings (1996), ISBN 0-520-20251-1
- Pascal Gielen, The Murmuring of the Artistic Multitude: Global Art, Memory and Post-Fordism. Valiz: Amsterdam (2009).[需要完整来源]
- Isabelle Loring Wallace and Jennie Hirsh, Contemporary Art and Classical Myth. Farnham: Ashgate (2011), ISBN 978-0-7546-6974-6

Template:Western art movements